# Крини (дем Места)
Вижте пояснителната страница за други значения на Крини.
Крини или Агалар (на гръцки: Κρήνη, до 1954 година Αγαλάρ, Агалар) е село в Гърция, дем Места (Нестос), административна област Източна Македония и Тракия. 

## География
Крини е разположено източно от село Диалекто (Беклеме), на надморска височина от 121 m.

## История
Селото е било чифлик. През 20-те години на XX век по споразумението за обмен на население между Гърция и Турция след Лозанския мир в него са заселени гърци бежанци от Турция.
Селото е част от дем Саръшабан по закона Каподистрияс от 1997 година. С въвеждането на закона Каликратис, Крини става част от дем Места.
Според преброяването от 2001 година има 50 жители, а според преброяването от 2011 година има 34 жители.
Населението традиционно отглежда тютюн и жито.
| Година    | 1913 | 1920 | 1928 | 1940 | 1951 | 1961 | 1971 | 1981 | 1991 | 2001 | 2011 | 2021 |
| --------- | ---- | ---- | ---- | ---- | ---- | ---- | ---- | ---- | ---- | ---- | ---- | ---- |
| Население |      |      | 108  | 95   | 78   | 81   | 72   | 67   | 52   | 44   | 34   | 28   |